# Ротах-Егерн
Ротах-Егерн (њем. Rottach-Egern) општина је у њемачкој савезној држави Баварска. Једно је од 17 општинских средишта округа Мисбах. Према процјени из 2010. у општини је живјело 5.543 становника. Посједује регионалну шифру (AGS) 9182129.

## Географски и демографски подаци
Ротах-Егерн се налази у савезној држави Баварска у округу Мисбах. Општина се налази на надморској висини од 736 метара. Површина општине износи 59,1 km². У самом мјесту је, према процјени из 2010. године, живјело 5.543 становника. Просјечна густина становништва износи 94 становника/km².

## Међународна сарадња
| Мјесто    | Држава  | Врста сарадње | Од    |
| --------- | ------- | ------------- | ----- |
| Кастелрут | Италија | партнерство   | 1986. |
| Диксмојде | Белгија | партнерство   | 1965. |
| Извор     |         |               |       |